# Astropecten articulatus
Astropecten articulatus là tên của một loài sao biển sống ở ở phía tây Đại Tây Dương thuộc họ Astropectinidae.

## Mô tả
Đa phần các cá thể của loài này thì có 5 cánh. Toàn thân của loài sao biển này có màu tím và vùng rìa của nó thì có màu cam. Vùng này cũng có những cái gai màu trắng và cuối cánh thì có nhiều chân ống. Chân ống có hình trụ, đầu thì có hình nón. Mỗi chân thì có một lớp biểu bì mỏng.
Về mặt hình thái, loài sao biển này giống với Astropecten aranciaca. Trong quá khứ, người ta cho rằng hai loài này khác nhau ở những hạt nhỏ tại vùng giữa. A. aranciaca thì có hạt hình giống như kim còn A. articulatus lại có hình cầu. Tuy nhiên gần đây, một nghiên cứu cho thấy các hạt nhỏ đó không phải là hình cầu tự nhiên, mà là do các nếp gấp khiến cho nó có hình cầu.
Người ta thấy rằng loài này thường sống ở phía đông của châu Mỹ, đặc biệt là biển Caribbean.

## Thức ăn
Thức ăn chủ yếu của chúng là các loài động vật thân mềm, các loài sao biển nhỏ hơn và thậm chí là đồng loại của nó, đôi khi nó còn ăn thực vật.
Người ta phân tích dạ dày của 124 cá thể của loài này và nhận thấy rằng: Trung bình, mỗi cá thể có đến 12 sinh vật bên trong dạ dày của nó và số sinh vật lớn nhất là 54. Không chỉ vậy, trong 124 cá thể này, người ta lại thấy rằng có tổng cộng 91 loài là thức ăn của loài sao biển này. Trong đó, 3 loài bị chúng ăn nhiều nhất đó là A. candei, N. pusila và O. mutica (vốn là các loài thuộc lớp Chân bụng). Nghiên cứu này cũng cho ta biết rằng chúng còn ăn cả vỏ của các loài động vật thân mềm mà không quan tâm nó rỗng hay không.
Một nghiên cứu khác cho kết quả rằng loài sẽ ưu tiên chọn thức ăn có chất lượng tốt nhất. Nghiên cứu đó cũng cho thấy rằng nó thường chọn con mồi nhỏ vì không tốn nhiều thời gian để xử lý.
Thời gian mà chúng kiếm ăn là lúc bình minh và chạng vạng.